# Яновский, Фома Максимович
Фома́ Макси́мович Яно́вский (1747—180?) — русский чиновник, переводчик с немецкого, статский советник.

## Биография
Сведений о происхождении и о начальном периоде жизни Яновского не обнаружено, однако известно, что он поступил в службу в 1765 году. Во 2-й половине 1770-х годов Яновский принял деятельное участие в осуществлявшемся стараниями целого ряда переводчиков переводе на русский язык с немецкого 11-томного труда (выходившего в 1754—1792 годах) известного географа А. Ф. Бюшинга «Erdbeschreibung oder Universal Geographie», переведя тома «Италия» (СПб., 1776) и «Азия и Аравия» (СПб, 1778); из выходных данных второй книги известно, что на это время он имел чин губернского секретаря. Переводы Яновского были изданы Собранием, старающимся о переводе иностранных книг при Петербургской академии наук (за первый труд Собрание выплатило Яновскому 294 рубля, за второй — 296 рублей).
О литературной деятельности Яновского в последующие годы данных нет; с начала 1780-х годов и до конца своей службы он находился на различных должностях в экспедициях, занимавшихся финансовыми вопросами. С 1781 года служил секретарём в Экспедиции о государственных доходах (состоя сначала в восьмом классе, затем получив чин надворного советника, а вскоре — 12 февраля 1786 года — и коллежского советника; его служба в этой должности была отмечена орденом Святого Владимира 4-й степени (22 сентября 1786 года). C 1795 года Яновский являлся советником 3-й Экспедиции для свидетельства государственных счетов, а 28 июня 1796 года был произведён в статские советники.
В 1802—1803 годах Яновский являлся советником Экспедиции для взыскания по начётам и недоимкам, со следующего года в списках гражданским чинам он не упоминается. Дата кончины Яновского не установлена, смерть в 1800-е годы предполагается составителями «Азбучного указателя имён русских деятелей» для РБС.

## Сочинения
- Италия, из Бишинговой географии, с немецкого на российский язык переведена Фомою Яновским. — СПб., 1776. — 791 с.
- Асия и Аравия, из Бишинговой географии, с немецкого языка переведена губернским секретарем Фомою Яновским. — СПб., 1778. — 780 с.